# Magdalena Rönneholm
Anna Magdalena Rönneholm, ogift Wahlén, född 14 juli 1946 i Laholm, död 4 juli 2010 i Örkelljunga församling i Skåne län, var en svensk förlagschef.
Rönneholm, som var dotter till författaren Ingvar Wahlén och Margit Nilsson, frilansade som barn- och ungdomslitteraturkritiker och skrev kulturartiklar för dagspress. Hon var förlagschef för Bokförlaget Settern från 1979. Hon medverkade i Centerns kvinnoförbunds barnboksgrupp 1975–1977 med rapporten Könsroller i barnlitteratur (1976) och studieplanen Vad läser våra barn? (1977). Hon var även verksam som översättare och inom kommunalpolitiken i Örkelljunga kommun för socialdemokraterna.